# Hypobletus apicalis
Hypobletus apicalis är en skalbaggsart som först beskrevs av Hinton 1935.  Hypobletus apicalis ingår i släktet Hypobletus och familjen stumpbaggar. Inga underarter finns listade i Catalogue of Life.